# Николай Дубейтис
Николай Дубейтис е руски футболист и щабс-капитан от руската армия. В началото на 20-те години на XX век емигрира в България, като играе за отбор от Перник.

## Биография
Известно е, че през 1915 г. Дубейтис играе като нападател за отбора на Спорт (Петроград). Завършва четиримесечни курсове във Владимирското военно училище, като се дипломира през януари 1916 г. Воюва в Първата световна война в 60-ти пехотен Замосцки полк. През декември 1916 г. е награден с ордена „Св. Анна“ втора степен с мечове.
На 4 февруари 1918 г. става част от Доброволческата армия, като воюва на страната на Бялото движение до евакуацията на Крим през 1920 г. Заедно с отряда на полковник Михаил Дроздовски емигрира в Галиполи. Там е част от създадения от белогвардейци ФК Галиполи, който играе приятелски мачове с български отбори. От 1 август 1922 г. се установява в България. Играл е и приятелски мачове в състава на Раковски (Севлиево).